# Helena (esposa de Juliano)
Helena foi uma imperatriz-consorte romana do oriente, esposa do imperador Juliano, por um breve período quando ele foi proclamado imperador por suas tropas em 360. Ela morreu antes do final da disputa com Constâncio II.

## Família
Helena era filha de Constantino I e Fausta; era irmã de Constantino II, Constâncio II, Constante e Constantina, além de meia-irmã de Crispo
Seus avós paternos eram Constâncio Cloro e a imperatriz Helena. Os maternos eram Maximiano e Eutrópia.

## Casamento
Em 6 de novembro de 355, Juliano foi declarado césar por Constâncio II em Mediolano. Ele era irmão de Constâncio Galo e primo de primeiro grau de Helena, filho de Júlio Constâncio com sua segunda esposa, Basilina. Ele também era neto de Constâncio Cloro, mas de sua segunda esposa, Flávia Maximiana Teodora. Juliano era, na época, o único candidato viável para a posição se considerada apenas a Dinastia constantiniana
O casamento de Helena e Juliano se realizou apenas alguns dias depois da proclamação, 6 de novembro de 355 segundo Amiano Marcelino, confirmando a aliança de Juliano com o irmão dela, Constâncio. Juliano foi então enviado para a Gália para lutar contra os bárbaros que estavam saqueando o território romano depois de terem sido contratados pelo imperador para lutar contra o usurpador Magnêncio
Nenhuma das fontes primárias menciona a idade de Helena na época, mas a História do Declínio e Queda do Império Romano, de Edward Gibbon, o faz: "Se lembrarmos que Constantino, o pai de Helena, morreu mais de dezoito anos antes, já em idade avançado, parece provável que sua filha, embora uma virgem, não fosse mais tão jovem na época do casamento". Constantino morreu em 337 e Fausta, em 326, o que significaria que Helena tinha pelo menos vinte e nove anos quando se casou.

## Esposa do césar
Amiano conta que Helena perdeu um filho de Juliano na Gália depois que uma parteira, subornada por seus inimigos, cortou o cordão umbilical do bebê de forma incorreta e o matou. Ele continua a história afirmando que, depois da volta de Helena para Roma, a imperatriz-consorte Eusébia, incapaz de gerar filhos, convenceu-a a tomar uma beberagem que teria provocado outros abortos, impedindo assim que "o mais valente dos homens" tivesse um herdeiro.
No estudo histórico "Ammianus Marcellinus and the Representation of Historical Reality" (1998), de Timothy Barnes, o nascimento deste bebê foi datado em 356 e o aborto seguinte, em 357. Barnes considera a história dos abortos induzidos por poções como alegações sem mais referências. Porém, Gibbon não descarta completamente o relato e deixou a questão da tal poção para ser resolvida por médicos e não historiadores. "A History of Medicine" (1995)", de Plinio Prioreschi, descarta o relato como um exemplo de um erro muito comum nos relatos sobre a medicina antiga, "a atribuição de propriedades a uma droga que ela simplesmente não poderia ter". Neste caso, uma poção que, uma vez consumida, mantém seus efeitos por anos, algo que ele considera "uma óbvia impossibilidade à luz da moderna farmacologia"
Historiadores como Shaun Tougher consideram que não se deve descartar a possibilidade de Helena ter abortado através do uso de alguma substância abortiva cujo uso teria sido induzido por Eusébia. A imagem da imperatriz que se perpetuou foi o retrato elogioso pintado por Juliano em seu panegírico. Mas Eusébia, na realidade, foi a maior ameaça a Juliano durante seu mandato como césar, uma posição que o colocava como herdeiro aparente do trono imperial enquanto Eusébia e Constâncio não tivessem filhos. Se o herdeiro do casal imperial viesse, Juliano teria deixado de ser útil aos seus padrinhos imperiais.
Seja como for, em 357, Constâncio e Eusébia visitaram Roma, a segunda visita documentada da imperatriz à cidade, para celebrar a Vicennalia, o vigésimo aniversário do reinado de Constâncio. A corte toda se mudou para a antiga capital imperial nesta que foi a primeira e única vez que o imperador pôs os pés ali. Assim, ele segui o exemplo de Diocleciano e Constantino I, que também comemoraram lá suas Vicennalias. A presença de Constâncio, Eusébia e Helena transformou a ocasião num espetáculo dinástico que Amiano narra com grandes detalhes no livro 16 (cap. 10) de sua "História Romana".

## Imperatriz
Em 360, Juliano havia pacificado a Gália e firmou um cessar-fogo com os alamanos, o que assegurou as fronteiras imperiais por um tempo. Enquanto isso, Constâncio se envolveu num conflito contra o xá Sapor II (r. 309–379) do Império Sassânida, outra das muitas fases da guerras romano-persas. O imperador se aproveitou da paz negociada por Juliano e enviou ordens para que ele transferisse quantos homens e oficiais pudesse da Gália para Pérsia. Os petulantes, uma das unidades que receberam tais ordens, se revoltaram e proclamaram Juliano imperador. Logo a causa foi abraçada pelo resto das tropas na Gália, algo que Juliano aceitou com alguma relutância. A data exata da proclamação é desconhecida, mas estima-se que tenha ocorrido em fevereiro ou março de 360. Helena se viu como imperatriz-consorte e é mencionada como estando viva na época na "Carta ao Senado ao Povo de Atenas", do próprio Juliano
Esta carta foi escrita em 361 e, na época, Juliano e suas forças estavam marchando para o oriente para enfrentar Constâncio. Ele investiu algum tempo para escrever diversas cartas públicas para explicar e justificar suas ações perante o povo romano. Elas foram endereçadas a diversas cidades do império que Juliano esperava conquistar, inclusive (pelo menos) Atenas, Corinto, Roma e Esparta. A primeira parece ter sido a única a chegar aos nossos dias.
Ele tentava convencer os leitores que Constância era o culpado do conflito e não ele. Na narrativa, ele sugere que sua esposa estava viva ano início de seu reinado e estava com ela na Gália. Um soldado de sua guarda pessoal conseguiu contatar Juliano rapidamente e ele menciona que, "apesar de sua esposa estar viva na época", ele "estava na ocasião dormindo sozinho". Porém, o papel de Helena no conflito entre o marido e o irmão não foi mencionado.

## Morte
Helena só aparece novamente no relato de Amiano Marcelino depois de estar morta já havia algum tempo. Ele menciona que, por ordem de Juliano, Helena foi sepultada em sua villa na Via Nomentana, onde a irmã dela, Constantina, a ex-esposa de Galo, também estava.
Em sua avaliação sobre Juliano, Amiano alega que o imperador abraçou a castidade e evitou ter relações sexuais pelo resto da vida. Barnes nota que Amiano é exageradamente elogioso em relação a Juliano e Eusébia, seus protetores. É evidente, contudo, que ele não estende o elogio a Helena e não existe um retrato fidedigno sobre ela.
Gibbon escreve que "as gestações de Helena foram infrutíferas e foram, no final, fatais". Ele usou como fonte uma obra de Libânio, "uma apologia muito ruim, para justificar seu herói [Juliano] de uma absurda acusação de ter envenenado sua esposa e de ter recompensado o médico dela com as jóias de sua mãe". Uma entrada no Liber Pontificalis sobre o papa Libério menciona Helena como tendo sido uma devota cristã, fiel ao Credo de Niceia. Porém, assim como Sozomeno o fizera, o autor desconhecido confundiu Helena com a irmã dela, Constantina, e a chama de "Constância Augusta".